# Paternostro-Gletscher
Der Paternostro-Gletscher ist ein etwa 18 km langer Gletscher in den Wilson Hills im Norden des ostantarktischen Viktorialands. Er fließt zwischen dem Gebirgskamm Cook Ridge und den Goodman Hills in den östlichen Teil der Davies Bay an der Oates-Küste.
Kartografisch erfasst wurde das Gebiet durch Vermessungsarbeiten des United States Geological Survey und mithilfe von Luftaufnahmen der United States Navy von 1960 bis 1963. Das Advisory Committee on Antarctic Names benannte den Gletscher 1970  nach Leutnant Joseph L. A. Paternostro von den Reservestreitkräften der US Navy, Navigator einer LC-130F im Rahmen der Operation Deep Freeze der Jahre 1967 bis 1968.